# Convent dels Josepets (Alcanar)
El convent dels Josepets és un edifici de les Cases d'Alcanar, al municipi d'Alcanar inclòs a l'Inventari del Patrimoni Arquitectònic de Catalunya.

## Descripció

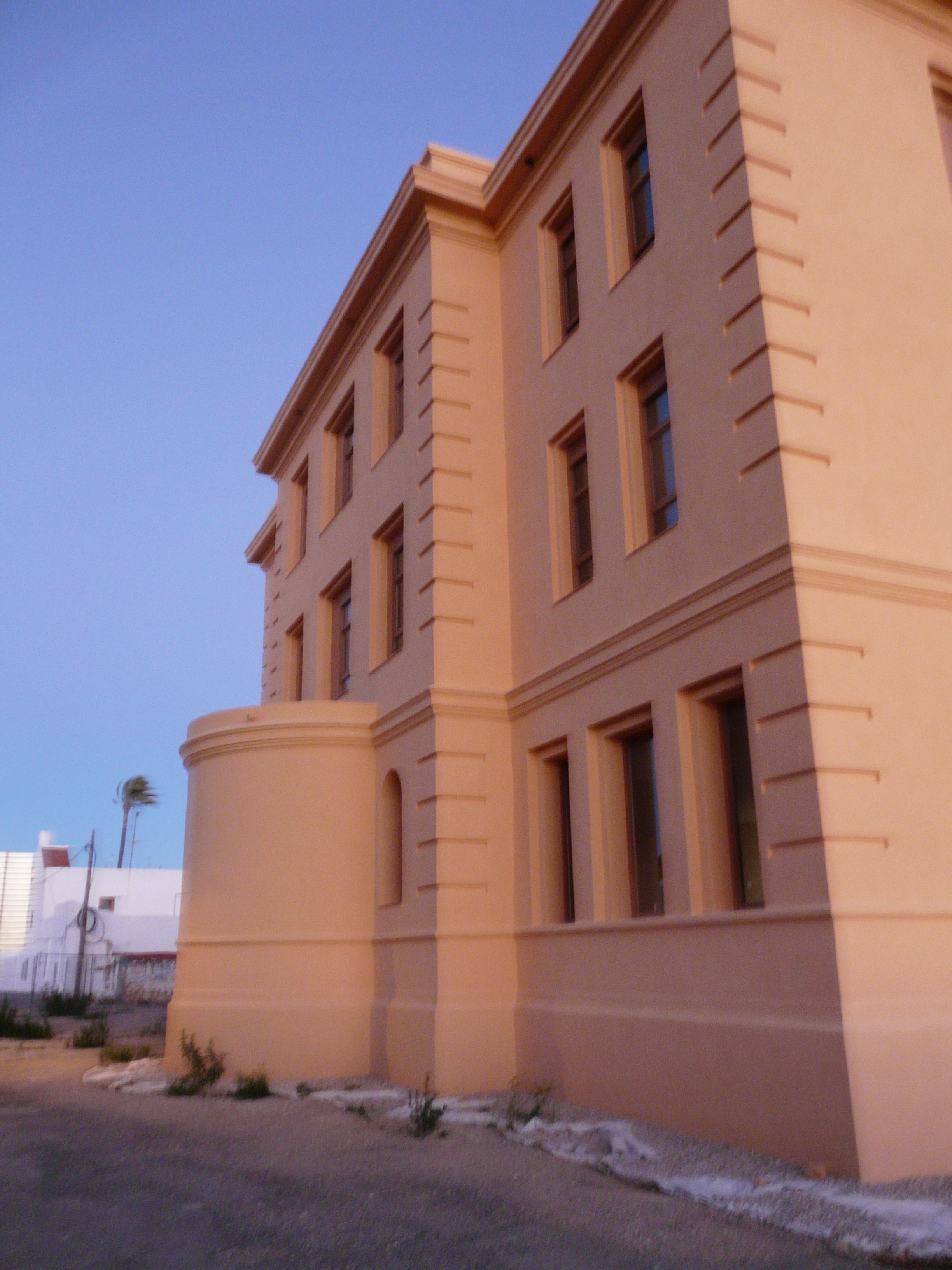
De la façana posterior en sobresurt el volum semicilíndric de l'absis de la capella.

És un edifici de planta rectangular, amb semisoterrani, planta baixa i dos pisos. Les quatre façanes estan estructurades en dos registres horitzontals separats per una motllura, situada damunt el nivell de planta baixa. A part d'això, l'edificació està coronada per una cornisa, més gran que l'anterior, i una balustrada d'obra. La coberta és un terrat.
La façana principal i la posterior tenen un cos central més avançat, que comprèn tres obertures per pis. A la planta baixa, al sector central posterior sobresurt l'absis de la capella.
A la façana principal, a cada banda del cos que sobresurt, hi ha dues finestres per pis. A la part posterior les obertures es disposen de manera irregular. Les façanes laterals tenen tres obertures per pis.
Tot l'edifici està arrebossat, simulant carreus als angles.
Les finestres del segon pis de la façana principal són de mig punt. La resta, quadrangulars.

## Història
Es tracta de la casa de vacances dels Josepets de Tortosa, Germandat de Sacerdots Operaris Diocesans, fundats pel sacerdot Manuel Domingo i Sol (1836-1909) de Tortosa.
Estaven dedicats al foment i cura de les vocacions sacerdotals i religioses, a l'educació de la joventut i a la devoció a l'eucaristia.
El 1873, Domingo i Sol creà el Col·legi de Sant Josep de Tortosa per a seminaristes. Posteriorment va fundar els de València, Múrcia i Oriola.
La casa de vacances dels Josepets correspon als corrents estètics posteriors al modernisme, amb un cert regust de noucentisme monometal·lista.
Posteriorment, ha servit de col·legi públic, centre d'acollida per xiquets i llar de jubilats. Als anys noranta va ser cedit a l'ajuntament i actualment s'està rehabilitant per dedicar-lo a alberg de turisme.